# Richard Ellmann
Richard Ellmann (15 de marzo de 1918-13 de mayo de 1987) fue un prominente crítico de literatura estadounidense. Es conocido por sus biografías de los autores irlandeses W. B. Yeats, Oscar Wilde y James Joyce. 

## Premios
Con su biografía de Joyce, recibió el Premio Nacional del Libro en 1960 como reconocimiento internacional a una de las mejores biografías del siglo XX. Por la de Wilde, ganó el Premio Pulitzer de 1989 (a título póstumo).

## Obras principales
- Yeats: The Man And The Masks (1948; revisada en 1979)
- James Joyce (1959; revisada en 1982). Hay versión en español, en Anagrama.
- Eminent Domain (1960)
- Eminent Domain: Yeats among Wilde, Joyce, Pound, Eliot, and Auden (1970)
- Literary Biography (1972)
- Ulysses on the Liffey (1972)
- Golden Codgers: Biographical Speculations (1976)
- The Consciousness of Joyce (1977)
- Oscar Wilde (1987). Hay traducción al español, en Edhasa
- Four Dubliners: Wilde, Yeats, Joyce and Beckett (1986). Hay traducción al español, en Tusquets.
- A long the riverrun: Selected Essays (1988)